# Meylia vangoethemi
Meylia vangoethemi is een rondwormensoort uit de familie van de Meyliidae. De wetenschappelijke naam van de soort is voor het eerst geldig gepubliceerd in 1981 door W. Decraemer & P. Jensen.